# Revolució d'Octubre de 1917
|  | «Revolució d'Octubre» redirigeix aquí. Vegeu-ne altres significats a «Revolució d'Octubre (desambiguació)». |

La Revolució d'octubre de 1917, va ser un episodi de la història de Rússia on es va portar a terme una revolució liderada per Lenin i el partit bolxevic, que estava basada en les idees de Karl Marx i que marcà el començament d'una onada de revolucions comunistes al llarg del segle xx.
Després de la revolució de febrer, i la caiguda del poder absolut del tsar, el buit de poder fou ocupat per dues realitats, per una banda el Govern Provisional de la república burgesa, fruit de l'aliança de liberals (kadets) i socialistes moderats; i per l'altra els soviets, o consells de treballadors, soldats i camperols, que havien protagonitzat la revolució i organitzaven i gestionaven el dia a dia de les necessitats de la gran majoria de la població. Mentre el govern Provisional pretenia mantenir la participació de Rússia a la Guerra, mesura molt impopular, els soviets apostaven per la fi d'aquesta. El govern igualment es resistia a un repartiment de la propietat de la terra, mentre que els soviets, amb forta influència dels bolxevics, reclamaven el repartiment de la terra per restablir el subministrament d'aliments a les ciutats, que els propietaris rurals escamotejaven. Els plantejaments dels Soviets i el partit bolxevic, que acabarien amb el triomf de la revolució d'Octubre, es resumiren en la consigna «Pau, terra i pa».

## La dualitat de poders: El Govern Provisional i els Sòviets
La situació de dualitat resultà insostenible, a mesura que el Govern Provisional pretenia consolidar una república parlamentària mantenint la política de guerra del tsarisme, i era incapaç de complir les promeses de la revolució de febrer, mentre els treballadors i l'esquerra reclamaven la fi de la guerra i la implementació de les promeses.

### Fets d'abril
En la crisi d'abril, el Govern s'enfrontà al Soviet de Petrograd, arran de la política bel·licista governamental. La publicació de les notes del govern assegurant als aliats la continuació de la guerra aixecà la indignació dels treballadors i soldats, i es produïren els primers enfrontaments armats, acabà amb la dimissió dels ministres Miliukov i Gurtxov. Continuà la creixent impopularitat del govern provisional i la creixent repressió governamental contra els soviets, els bolxevics, els partits d'esquerra i els treballadors. Lenin feu públiques les anomenades Tesis d'Abril, en què criticava durament el Govern Provisional i d'acord amb els plantejaments exposats al text del partit L'imperialisme, fase superior del capitalisme explicà que per acabar amb la guerra calia enderrocar l'ordre capitalista, ja que la burgesia ja no era capaç, als països recentment industrialitzats, d'assumir el paper democràtic i avançat que havia exercit en el passat. Només es podria aturar la guerra i assegurar les conquestes de la Revolució de Febrer donant tot el poder als soviets. Aquests plantejaments, inicialment minoritaris, fins i tot contraris a altres membres del partit com Stalin o Molotov, van guanyar força amb la situació de col·lapse econòmic i de guerra. Així, A principis de juny, els bolxevics ja eren majoria al Soviet de Petrograd d'obrers i soldats.

### Fets de juliol
La continuació de la guerra i l'esforç bèl·lic com a prioritat del Govern provisional feien impossible aplicar les conquestes de la revolució de febrer, augmentant el descontentament dels treballadors amb el govern. A final de juny, començà l'Ofensiva Kérenski amb l'objectiu d'una victòria militar que li permetés de guanyar suport popular i aixecar al moral de les tropes. L'ofensiva resultà un fracàs, els soldats situats a la capital, Petrograd, es van negar a tornar al front. Reunits amb els obrers, es van manifestar per exigir que els dirigents del Soviet de Petrograd prenguessin el poder. El partit bolxevic, però, que considerava que els revolucionaris, majoritaris a Petrograd i Moscou però no encara a tot el país, encara no tenien prou força, i demanà no precipitar-se. Malgrat tot, la a repressió caigué sobre els bolxevics: Trotski va ser empresonat, Lenin es va veure obligat a refugiar-se a Finlàndia. El govern empresonà milers de soldats i treballadors i restaurà la pena de mort, que havia abolit el febrer. Seguí una onada reaccionària, amb les restes del tsarisme encapçalant pogroms a les zones rurals, i a l'exèrcit els generals ordenaren disparar contra els soldats que es neguessin a continuar la guerra. El socialista moderat Kérenski va succeir a Gueorgui Lvov, demòcrata constitucional (kadet), al capdavant del Govern provisional després de les Jornades de Juliol, però va perdre progressivament la consideració de les masses populars i semblava incapaç de contenir el creixement de la reacció.

### Intent de cop de Kornílov
A final d'agost, el general Lavr Kornílov, poc després de ser nomenat comandant en cap per Kerenski, protagonitzà un aixecament armat, enviant tres regiments de cavalleria per ferrocarril a Petrograd, amb l'objectiu d'aixafar els soviets i les organitzacions obreres per tornar a Rússia al context bèl·lic. Davant la incapacitat del Govern Provisional per defensar-se, els bolxevics van organitzar la defensa de la capital. Els obrers van cavar trinxeres i els ferroviaris van enviar els trens a vies mortes, provocant que el contingent es dissolgués. Les conseqüències de l'intent de cop van ser importants: les masses es van rearmar, els bolxevics van poder sortir de la seva clandestinitat i al juliol, els presos polítics, inclòs Trotski, van ser posats en llibertat pels mariners de Kronstadt. Per sufocar el cop, Kèrenski va sol·licitar l'ajuda de tots els partits revolucionaris, acceptant l'alliberament i el rearmament dels bolxevics, però aquests evitaren donar suport al seu govern.

### Tot el poder per als Sòviets
El poder dels soviets quedà reforçat, a poc a poc s'estengué l'opinió que el govern provisional no era sostenible si es volia acabar amb l'antic règim. El 31 d'agost, el Soviet de Petrograd ja era majoritàriament bolxevic, escollint a Trotski com el seu president el 30 de setembre. Totes les eleccions van ser testimoni del creixement bolxevic: així, en les eleccions de Moscou, entre juny i setembre, el PSR va passar de 375 000 a 54 000 vots, els menxevics de 76 000 a 16 000 i el KD de 109 000 a 101 000 sufragis, mentre que els bolxevics van augmentar de 75 000 a 198.000 vots. El lema «Tot el poder per als soviets» va ser utilitzat més enllà de l'àmbit bolxevic, i va ser usat per obrers del PSR o pels menxevics. El 31 d'agost, el Soviet de Petrograd i altres 126 soviets van votar una resolució en favor del poder soviètic. La revolució continuava i s'accelerava, especialment a les zones rurals. Durant l'estiu de 1917, els agricultors van adoptar mesures, prenent les terres dels senyors, sense esperar la promesa reforma agrària i endarrerida de forma constant pel Govern. Els camperols russos recuperaven la seva llarga tradició de grans aixecaments espontanis (els bunts).

## Assalt al Palau d'Hivern
El 9 d'octubre de 1917, Lenin va aconseguir que el Comitè Central Bolxevic aprovés, per deu vots a dos, la insurrecció armada. De l'11 al 13 d'octubre, es va donar el Congrés dels Soviets de la regió del Nord. Dos dies després, el 15, es forma el Comitè Militar Revolucionari, encapçalat per Lev Trotski.
La insurrecció es va posar en marxa a la nit del 6 al 7 de novembre (24 i 25 d'octubre segons el calendari julià). Es va desenvolupar gairebé sense vessaments de sang. La Guàrdia Roja bolxevic va prendre, sense resistència, el control dels ponts, de les estacions, del banc central i de la central postal i telefònica just abans de llançar un assalt final al Palau d'Hivern. Els insurgents només van haver de fer front a una resistència feble, degut a la impopularitat del govern. De fet, entre les tropes aquarterades a la ciutat, solament alguns batallons de cadets (junkers) van donar suport al Govern Provisional, mentre que la immensa majoria dels regiments es van pronunciar a favor de l'aixecament. En total, hi va haver cinc morts i diversos ferits. A les 21:30 d'aquest dia, les tropes es fan amb el Palau d'Hivern. D'aquesta manera, van provocar la fugida de Kérenski.

### Extensió de la revolució per tot Rússia
A Moscou, la revolució arribà pocs dies més tard que a Petrograd, i es trobà amb una mica més de resistència de les forces de l'antic governs. Els bolxevics van ocupar el Kremlin, però els dirigents locals del partit van dubtar i van signar una treva amb l'autoritat social-revolucionària de la ciutat abans d'evacuar l'edifici. Les tropes governamentals van aprofitar l'oportunitat de metrallar als tres-cents membres de la Guàrdia Roja i obrers desarmats que abandonaven l'edifici, seguint ordres de l'alcalde Vadim Rúdnev. Va fer falta una setmana de combats aferrissats abans que els bolxevics, conduïts pel jove Nikolai Bukharin, finalment s'apoderessin del Kremlin i prenguessin el control de la ciutat. Els seus opositors, eseristes i monàrquics, van dirigir una repressió sagnant.
A les ciutats més industrialitzades i localitats on els partits radicals d'esquerra controlaven el soviet local el traspàs de poder es va realitzar ràpidament. Sovint la força necessària per a assegurar-ho la van proporcionar les unitats locals de guàrdies vermells o de soldats de les Guarnicions. Aquest patró el van seguir principalment les ciutats industrialitzades del país al nord i est de Moscou i els Urals. En altres ciutats on existia una oposició apreciable, com en les del Volga central, la mateixa Moscou o algunes ciutats pròximes, la implantació del nou Govern va ser més lenta i de vegades va trigar gairebé una setmana des dels esdeveniments de Petrograd.

### Independència de Finlàndia, Estònia, Letònia, Lituània i Ucraïna
Després de la Revolució de Febrer de 1917 a l'Imperi Rus, Finlàndia va obtenir novament la seva autonomia i un senat, o govern de coalició, va assumir el govern del país. Per una llei de juliol de 1917 es va decidir que tota l'autoritat que abans exercia l'emperador (a part de la defensa i la política exterior) havia de ser exercida pel Parlament finlandès. Després de la revolució d'Octubre de 1917 i la presa de Rússia pels bolxevics el Parlament finès va emetre una declaració d'independència el 6 de desembre de 1917, que va ser reconeguda per Lenin i el seu govern el 31 de desembre. Estònia, Letònia, Lituània i Ucraïna van declarar la seva independència en el mateix període.

## Iconoclàstia
Durant i després de la Revolució, es va produir la destrucció generalitzada d'imatges religioses i seculars a Rússia, així com la destrucció d'imatges relacionades amb la família imperial. La Revolució va ser acompanyada de la destrucció de monuments dels tsars, així com la destrucció d'àguiles imperials en diversos llocs de tota Rússia.

## Primeres mesures revolucionàries
L'endemà, el 26 d'octubre, es duu a terme el Segon Congrés de Soviets. Aquí, els menxevics i la dreta social revolucionària són derrotats pels bolxevics, els social-revolucionaris d'esquerra. En al segona sessió del Congrés, es conformarà el Govern, el Consell de Comissaris del Poble (Sovnarkom, Soviet Narodni Komissàrov), en el qual serà Lenin el cap visible de l'Estat, president (establint les bases per la creació de l'URSS el 1923), junt amb quatre personalitats destacades; en primer lloc, Trotski, que s'encarregaria de les relacions exteriors; Anatoli Lunatxarski, que tractaria l'educació i la cultura; Nikolai Ríkov com a ministre d'Interior; Ióssif Vissariónovitx Stalin, comissari del poble per a les Nacionalitats; Alexandra Kol·lontai com a Comissària de benestar social; Vladímir Miliutin, d'Agricultura; o Ivan Skvortsov-Stepànov de finances, entre d'altres.
El govern liderat per Lenin va dur a terme dues obres importants en el si de la consolidació de la Revolució, com també del Partit Bolxevic en el poder.. En primer lloc, Lenin va procedir al repartiment de terres entre els camperols pobres, sense indemnitzar els latifundistes, seguidament, el 3 de març de 1918, signaria la pau amb Alemanya, en el que s'anomena el Tractat de Brest-Litovsk. En aquest tractat, Rússia finalment es retirava del tot de la Primera Guerra Mundial, seguint una forta reivindicació popular. Rússia no en va sortir econòmicament gaire afavorida puix que va perdre regions força fructíferes, però Lenin, pretenia consolidar la Revolució i assolir la pau reclamada pels Soviets.
Lenin va anunciar l'abolició de la diplomàcia secreta i la proposta a tots els països bel·ligerants en la Primera Guerra Mundial d'entaular converses «amb vista a una pau justa i democràtica, immediata, sense annexions i sense indemnitzacions».
Després, es va promulgar el Decret sobre la Terra: «les grans propietats territorials van quedar abolides immediatament, i sense cap indemnització». Atorgava als soviets de camperols la llibertat de fer el que consideressin, ja fos socialitzar la terra o repartir-la entre els camperols pobres. El text confirmava una realitat ja existent, ja que els camperols ja havien ocupat aquestes terres durant l'estiu de 1917. Amb aquesta mesura, els bolxevics van aconseguir una aliança dels camperols, almenys fins a la primavera de 1918.
Finalment, es va nomenar un nou Govern, denominat Consell de Comissaris del Poble o Sovnarkom. Que va aplicar altres mesures, com l'abolició de la pena de mort (tot i la reticència de Lenin, que considerava aquesta pena indispensable en la situació existent), la nacionalització dels bancs (el 14 de desembre), el control obrer sobre la producció, la creació d'una milícia obrera, la sobirania i igualtat de tots els pobles de Rússia, el seu dret d'autodeterminació, inclosa la separació política i l'establiment d'un estat nacional independent, la supressió de qualsevol privilegi de caràcter nacional o religiós, etc. En total, es van realitzar les trenta-tres reformes que el Govern Provisional havia estat incapaç de realitzar en vuit mesos de mandat.
La jornada de vuit hores s'aprovà l'11 de novembre, una de les majors aspiracions obreres; la «declaració dels drets dels pobles de Rússia» que prohibí la discriminació per nacionalitat i religió i va confirmar el dret d'autodeterminació el 15; el 23 de novembre. van quedar abolits els títols i rangs socials, el traspàs de les escoles religioses al 'Comissariat d'Educació es va aprovar el 24 de novembre., la substitució dels antics tribunals de justícia per altres elegits o nomenats pels soviets el 5 de desembre, i els decrets del 29 i 31 de desembre van declarar el matrimoni, el divorci i el registre de naixements i defuncions procediments civils. Es va promulgar la igualtat legal dels sexes. Al començament de 1918, es va proclamar la separació d'Església i Estat i es va adoptar el calendari gregorià, es va prohibir a les associacions religioses i esglésies posseir béns. A final de novembre, es va anunciar la intenció del Govern d'instaurar una seguretat social que cobrís atur, malaltia, jubilació o minusvalidesa

## Inici de la Guerra Civil
El 12 de novembre (calendari julià), el nou poder va fer fracassar la temptativa de reconquesta de Petrograd duta a terme per Kèrenski i els cosacs del general Krasnov. Per la seva banda, el Gran Quarter general (la Stavka) de l'Exèrcit rus va anunciar el 31 d'octubre la seva voluntat de marxar sobre Petrograd «amb l'objectiu de restablir l'ordre». Reunit de nou pels dirigents del Partit Social-Revolucionari, Victor Txernov i Abram Gots, però abandonat per les seves tropes, l'Estat Major va haver de fugir el 18 de novembre. En les setmanes següents, milers de junkers (cadets) i funcionaris com Kornilov, fugit, es van reunir a la República del Don. Es va formar l'Exèrcit de Voluntaris, dirigit pel general tsarista Mikhaïl Alekséiev. Va reprimir amb gran brutalitat els aixecaments obrers de Rostov del Don i Taganrog, el 26 de novembre i el 2 de gener, però va ser desmembrat per la guerrilla de la Guàrdia Roja arribada a manera de reforços des de les dues capitals. era tanmateix l'inici de la Guerra Civil russa.
L'any 1918 el partit bolxevic, el l'RSDLP, es transforma en l'arxiconegut Partit Comunista de Rússia, que el 1925 seria el Partit Comunista de la URSS, any, el 1952, en què adoptaria el seu nom definitiu.
La Guerra Civil Russa que duraria fins a 1923 suposaria un gran entrebanc per als primers anys de la revolució. Per a enfrontar-lo es va crear l'Exèrcit Roig, el 28 de gener, dirigit per Lev Trotski, per a defensar-se de les agressions imperialistes de les nacions externes i la força contrarevolucionària dels derrotats a la revolució.
Pel que fa al tsar Nicolau II en un primer moment, quan el març de 1917 abdica, marxa a Tobolsk (Sibèria) l'agost d'aquell any junt amb la seva família per ordres del govern de Kérenski. Allí van estar fins a la Revolució d'octubre, quan aleshores, presoners del govern bolxevic, es varen moure, juntament amb el seu seguici a Iekaterinburg al soterrani de la casa de camp de Nikolai Ipàtiev. Allí 11 soldats afusellen tota la família alineant-los el 17 de juliol de 1918. En un primer moment no varen morir tots, com per exemple les filles, que es diu que duien tantes joies, que aquestes les varen protegir de les bales. Aleshores haurien mort, inclosa Anastàsia de Rússia, a cops de baioneta i de culata de pistola. Els cossos dels últims membres de la dinastia de tirans dels Tsars varen ésser enterrats perquè no els trobessin.